# Alex Arseno
Alex David Mayer de Arseno (* 28. Mai 1983) ist ein ehemaliger brasilianischer Radrennfahrer.
Alex Arseno gewann 2006 jeweils eine Etappe bei der Volta do Paraná und bei der Volta de Santa Catarina. Außerdem gewann er Teilstücke bei der Volta de Porto Alegre, bei der Volta de Goias und bei der Volta do Litoral Paranaense. Bei der Volta do Estado de São Paulo belegte Arseno den dritten Platz in der Gesamtwertung. 2007 konnte er eine Etappe bei der Volta do Estado de São Paulo und eine Etappe bei der Volta do Paraná für sich entscheiden.
In der Saison 2009 war er zunächst erneut bei einem Teilstück der Volta do Paraná erfolgreich und er wurde brasilianischer Meister im Straßenrennen. Nachdem ein Dopingtest bei der Volta do Paraná positiv auf EPO war, wurden diese Erfolge aberkannt. Er wurde vom brasilianischen Verband für zwei Jahre bis Juni 2011 gesperrt.
2012 kehrte Arsano in den Radsport zurück und bestritt auch Rennen auf der Bahn. So wurde er 2014 argentinischer Meister im Sprint und Dritter im Omnium. 2015 bestritt er noch einige Rundfahrten in seinem Heimatland und wurde Fünfter der brasilianischen Straßenmeisterschaft. Nachdem er jedoch erneut positiv auf EPO getestet worden war, beendete er seine Radsportkarriere, mit einem Brief an seine Fans auf Facebook.

## Erfolge
2004
- Brasilianischer Meister – Straßenrennen (U23)

2006
- eine Etappe Volta do Paraná
- eine Etappe Volta de Santa Catarina

2007
- eine Etappe Volta do Estado de São Paulo
- eine Etappe Volta do Paraná

2009
- eine Etappe Volta do Paraná (aberkannt)
- Brasilianischer Meister – Straßenrennen (aberkannt)

## Teams
- 2011 Funvic-Pindamonhangaba (ab 1. August)
- 2012 Funvic-Pindamonhangaba (bis 31. Juli)